# Bing Zhi
Bing Zhi (en chino, 秉志; pinyin, Bǐng Zhì; Wade-Giles, Ping Chih; Kaifeng, 9 de abril de 1886 - Pekín, 21 de febrero de 1965) fue un zoólogo chino de ascendencia manchú, considerado el fundador de la neontología en China. Fue académico de la Academia China de las Ciencias y de la Academia Sinica y delegado de la I, II y III  convocatoria de la Asamblea Popular Nacional.

## Biografía
Bing Zhi nació como Zhai Bingzhi (en chino, 翟秉志) en Kaifeng, en la provincia de Henan, el 9 de abril de 1886, Durante la última etapa de la dinastía Qing. Su hogar ancestral estaba en Jilin. Donde tanto su abuelo como su padre eran profesores. En 1902 asistió a la Universidad Imperial de Henan. Después de graduarse en la Universidad Imperial de Pekín (actualmente Universidad de Pekín) en 1908, el gobierno Quing lo envió al extranjero para estudiar con una beca. En 1913 obtuvo una licenciatura en la Universidad Cornell bajo la supervisión de J. G. Needham y al año siguiente organizó la Sociedad Científica de China y fue editor de la revista científica, Science. De 1918 a 1920 trabajó como investigador del pionero estadounidense de la neurología, Henry Herbert Donaldson.
Regresó a China en 1920 y ese mismo año se convirtió en profesor de la Universidad Normal de Nankín. Se incorporó al cuerpo docente de la Universidad Nacional Central en 1946 y se trasladó a la Universidad de Fudan en 1948.
En junio de 1955 fue elegido miembro de la Academia China de las Ciencias.
Falleció el 21 de febrero de 1965 a los 78 años.